# Лайнаотабі
Лайнаотабі або Лейнаотабі — богиня в стародавній міфології та релігії Мейтей, наймолодша дружина бога Тонгалеля з підземного царства. Тонгалель запропонував їй бути дружиною Пуаретона, свого шурина. Лайнаотабі народила сина від Пуаретона. Легенда свідчить, що вона зробила перший глиняний горщик. Їй поклонялися люди клану Ашангбам.

## Міфологія

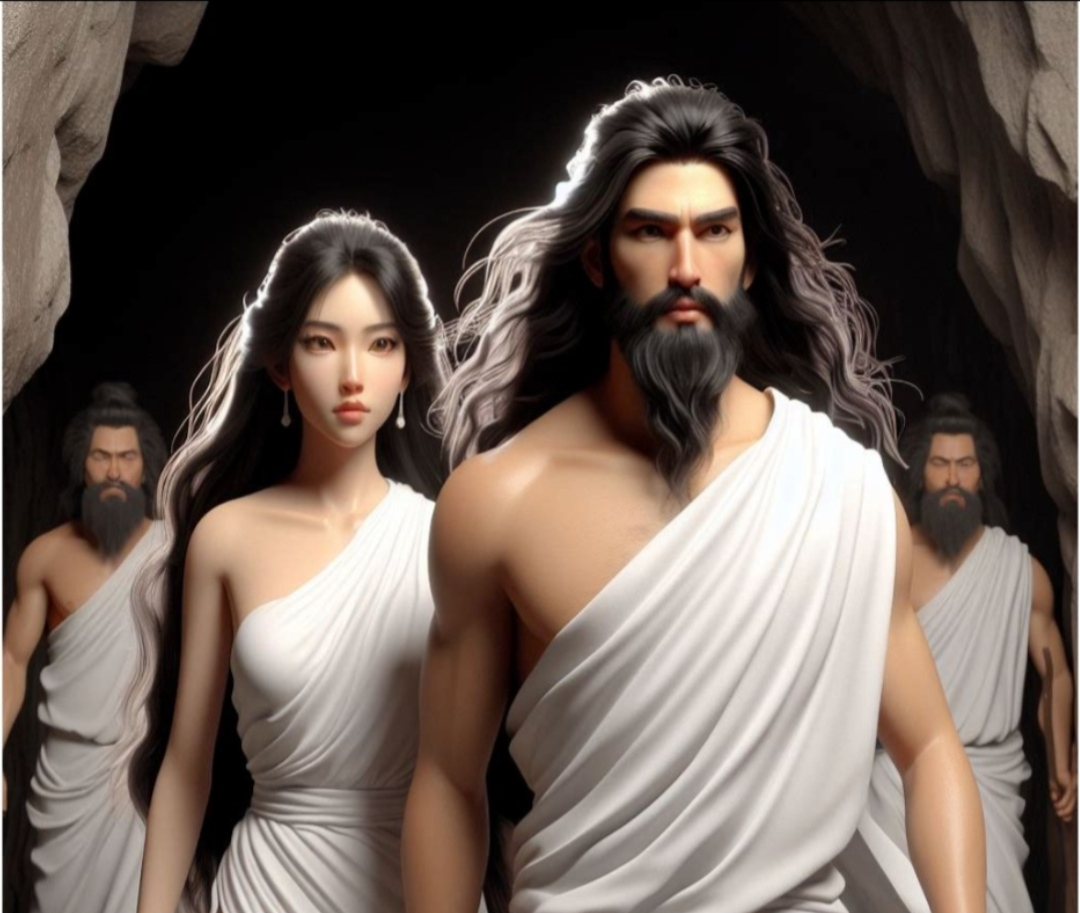
Лайнаотабі

### Подорож із підземного світу до світу людей
Лайнаотабі була наймолодшою дружиною короля Тонгарена царства підземного світу. А королева Лайкурембі була першою дружиною короля. Пуарейтон, молодший брат Тонгалеля, збирався вирушити в подорож до Тай Пан Пан. Король попросив Лайкурембі піти з Пуарейтоном як його дружиною, оскільки власна дружина Пуарейтона померла. Однак Лайкурембі не хотіла йти. Вже були посаджені дерева, щоб вшанувати її як дружину короля. Отже, замість Лайкхурембі, Лайнаотабі була відправлена супроводжувати свого зятя Пуарейтона як дружину.

### Кохання зі смертним принцом
Лайнаотабі (Лейнаотабі) вирушила з Пуаретоном, своїм шурином, у подорож на землю Тай Пан Пан. Пізніше вона розлучилася з ним. Вона була усиновлена королем Кубру як його донька. Згодом вона стала відома як Кубароль Намоїну псевдонім Коубру Намоїну. Вона закохалася в принца Нонгбана Помбі Луваоба з династії Луванг. Вона вперше зустріла принца, коли він відвідав короля Кубру. Вона і принц Луваоба одружилися і прожили щасливе життя. Бог Тонгалель не хотів, щоб його власна дружина проводила дні з іншим чоловіком. Отже, нитка її життя обірвалася, а її душа залишилася. Однак князь не здався. Він закликав Бога Тонгалеля повернути душу його дружини або битися з ним. Він охороняв тіло Коубру Намоїну, не проводячи похоронної церемонії. Тонгалель спочатку послав двох своїх молодших братів одного за одним на бій. Принц Нонгбан Помбі Луваоба переміг двох своїх божественних супротивників. Нарешті перед ним з'явився сам Тонгалель. Але цього разу принц зрозумів, що він не зрівняється з могутнім Богом. Тому він просив милосердя та доброти, щоб відновити життя Коубру Намоїну, щоб династія Луванг могла мати подальше покоління. Тонгалель пожалів його. Так він дав подружжю прожити ще сто років із подружнім задоволенням. Згідно з легендами, Хонгнем Луванг Пуншіба був сином Коубру Намоїну (Лайнаотабі) і Нонгбана Помбі Луваоба.

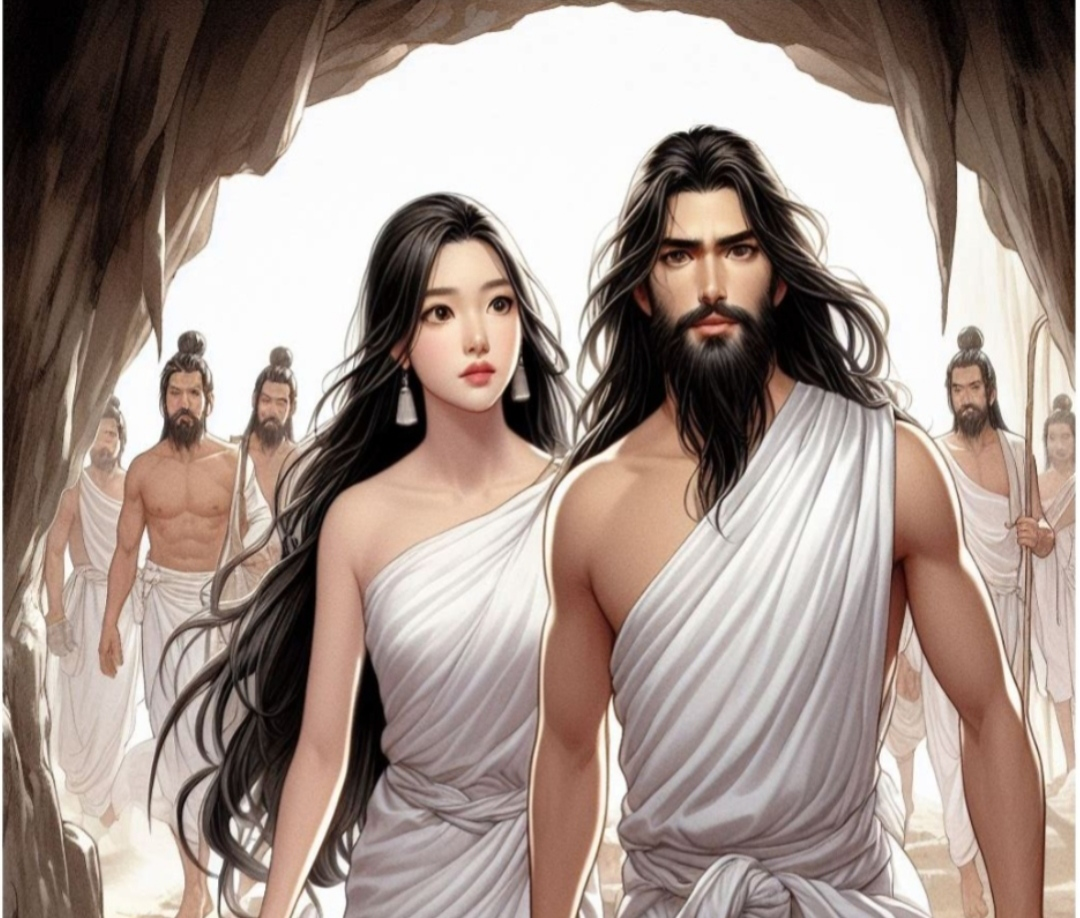
Лайнаотабі

## Пантеон і поклоніння
Пантеон, присвячений богині Лайнаотабі (Лейнаотабі), головним чином, підтримувався кланом Ашангбам етнічного походження Мейтей у Стародавньому Канглейпак (Античний Маніпур). Це було записано в Лоюмба Шиньєн (1100 р. н. е.).